# 王星越
王星越（2002年3月5日—），本名王濤，男，湖南省岳陽市人，中國大陸演員。

## 早期經歷
王星越，本名王濤，2002年3月5日出生於湖南省岳陽市。小時候特別愛吃零食和喝可樂，最初的理想是在八字門開一家小賣部，成為小老闆。自己想吃什麼就隨手拿，不用纏著父母買單。高中時陪朋友去參加藝考，而藝考老師見到他後推薦他也試試，於是他報名藝考機構，練習各種專業的技能。
2017年，王星越參加藝考，考取中央戲劇學院表演系本科班。大二時參加拒毒公益電影《深水區》试镜，後被編劇及製作人正相中，於2020年5月31日簽約欢娱影视，成為旗下藝人。

## 演藝經歷

### 事業起步
2019年，主演青少年拒毒院線電影《深水區》。
2020年，王星越大三時，試戲後收到製作人于正的簽約邀請；5月31日，正式簽約欢娱影视，成為旗下藝人；12月2日，參與的都市言情劇《小風暴之時間的玫瑰》播出。
2021年7月26日，出演的古裝情感輕喜劇《玉樓春》播出；8月18日，與任嘉倫、白鹿聯袂主演的古裝愛情劇《周生如故》在愛奇藝視頻首播，其在劇中飾演腹黑卻深情的廣陵王劉子行，王星越因該劇讓更多觀眾認識了他；9月16日，搭擋卜冠今主演的古裝奇幻輕喜劇《公子傾城》開播，在劇中飾演孤傲絕塵的莊主陌輕塵，該劇為王星越首次擔任男一號，同時與卜冠今合唱該劇主題曲《原因》。
2022年，領銜主演的古裝美食劇《珍馐记》和青春愛情輕喜劇《初次爱你》相繼播出；同年，主演的民國探案劇《暗影偵探》開機。

### 嶄露頭角
2023年10月13日，與周也搭檔主演的古裝女性成長療癒劇《为有暗香来》播出，在劇中飾演深情而隱忍的香藥家主仲溪午，仲溪午是個話少的人，其情感都是內化的，王星越只能透過一些手部的小動作、眼神的變換來表現，而他在劇中的表現受到不少觀眾的關注；10月28日，主演的話劇《長什麼樣不重要》在中國國家話劇院先鋒智慧劇場開演，飾演青年孔子和少正卯，該劇是王星越畢業後首次回到話劇舞台；11月7日，與白鹿、张凌赫領銜主演的古裝愛情劇《宁安如梦》播出，在劇中飾演一身清正、克制敏銳的刑部文臣張遮，並演唱該劇人物主題曲《遮》；12月31日，參加《啟航2024－中央廣播電視總台跨年晚會》，與吳尊、张英席合唱歌曲《閃耀吧，跳躍吧》同年，獲得第九屆文榮獎十大青年演員、愛奇藝尖叫之夜年度進取演員、微博視界大會年度潛能演員等獎項。
2024年1月5日，參加的暖情互動挑戰類棚綜藝節目《王牌對王牌第八季》在浙江卫视播出；1月19日，主演的古裝劇《五福臨門》開機；2月2日，與吴磊、赵今麦主演的都市情感劇《在暴雪时分》在东方卫视首播，飾演斯諾克球手孟曉東；2月3日，參加《2024湖南衛視芒果TV春節聯歡晚會》，表演小品《接龍迎春拜新年》；2月16日，參與的實境劇情生存挑戰真人秀綜藝《全員加速中·對戰季》播出；3月28日，參加《2024電視劇品質盛典》；5月25日，參與的綜藝《五十公里桃花塢4》在騰訊視頻播出；6月2日，主演的古裝愛情劇《墨雨云间》播出；9月11日，主演的古裝懸疑劇《定風波》官宣殺青；10月11日，參加的節目《「世界之巔」珠峰詩歌音樂會》播出；10月20日，參加湖南卫视《金鷹節頒獎晚會》，並與閆妮、譚松韻一起表演節目《寫故事的人》；10月27日，出席第十屆文榮獎頒獎典禮，榮獲文榮獎最佳青年劇男演員。11月10日，參加《雙11瘋狂好六夜》。

## 個人生活

### 家庭
王星越小時候住在湖南省岳陽市經濟技術開發區的八字門。王星越的父母對他有著相當高的期望，他們培養王星越學習唱歌、彈吉他、游泳和打羽毛球等，讓他德智體美勞全面發展。

## 主要作品

### 電視劇／網絡劇
| 年份   | 劇名               | 角色         | 备注   |
| ------ | ------------------ | ------------ | ------ |
| 2020年 | 小風暴之時間的玫瑰 | 谷小兵       |        |
| 2021年 | 玉樓春             | 阿九         |        |
| 2021年 | 周生如故           | 劉子行       |        |
| 2021年 | 公子傾城           | 陌輕塵       | 網絡劇 |
| 2022年 | 珍馐记             | 朱壽奎／太子 | 網絡劇 |
| 2022年 | 初次爱你           | 任初         |        |
| 2023年 | 为有暗香来         | 仲溪午       | 網絡劇 |
| 2023年 | 宁安如梦           | 張遮         | 網絡劇 |
| 2024年 | 在暴雪时分         | 孟曉東       |        |
| 2024年 | 墨雨云间           | 蕭蘅／肅國公 | 網絡劇 |
| 2025年 | 五福临门           | 柴安         |        |
| 2025年 | 定風波             | 蕭北冥       |        |
| 待播   | 暗影偵探           | 關岑         | 網絡劇 |
| 待播   | 唐宮奇案之青霧風鳴 | 蕭懷瑾       | 網絡劇 |
| 待播   | 红尘四合           | 宇文弘策     |        |

### 電影
| 年份   | 片名   | 角色       |
| ------ | ------ | ---------- |
| 2019年 | 深水區 | 青年呂子浩 |

### 綜藝節目
| 年份   | 日期     | 節目                               | 播出平台                   | 備註                                 |
| ------ | -------- | ---------------------------------- | -------------------------- | ------------------------------------ |
| 2023年 | 11月11日 | 飛馳吧！少年                       | 芒果TV                     | 第二季                               |
| 2023年 | 11月15日 | 100萬個約定                        | 愛奇藝                     | 宣傳《寧安如夢》                     |
| 2023年 | 12月31日 | 啟航2024——中央廣播電視總台跨年晚會 | 中央電視台綜合頻道等       |                                      |
| 2024年 | 1月5日   | 來者何人                           | 湖南衛視、芒果TV           | 第8期嘉賓                            |
| 2024年 | 1月5日   | 王牌對王牌                         | 浙江衛視                   |                                      |
| 2024年 | 1月27日  | 你好，星期六                       | 湖南衛視                   | 宣傳《在暴雪時分》                   |
| 2024年 | 2月3日   | 2024湖南衛視芒果TV春節聯歡晚會     | 湖南衛視、芒果TV           | 表演《接龍迎春拜新年》               |
| 2024年 | 2月3日   | 2024中國網路視聽年度盛典           |                            | 與白鹿合唱《一夢寧安》               |
| 2024年 | 2月10日  | 中國文學藝術界2024春節大聯歡       | 江蘇衛視等                 | 表演《和你一樣》                     |
| 2024年 | 2月13日  | 全員加速中                         | 湖南衛視、芒果TV           | 對戰季                               |
| 2024年 | 5月25日  | 五十公里桃花塢4                    | 騰訊視頻                   | 曠野篇                               |
| 2024年 | 7月13日  | 你好，星期六                       | 湖南衛視                   | 宣傳《墨雨雲間》                     |
| 2024年 | 10月9日  | 乘著大巴看中國-西藏行              | 中央廣播電視總台           | 西藏旅遊推廣大使                     |
| 2024年 | 10月11日 | 世界之巔-珠峰詩歌音樂會            | 中央廣播電視總台           | 西藏旅遊推廣大使                     |
| 2024年 | 10月17日 | VOGUE時尚之力盛會                  | VOGUE直播、天貓小黑盒      |                                      |
| 2024年 | 10月20日 | 2024年金鷹節頒獎晚會               | 湖南衛視                   | 與閆妮、譚松韻表演節目《寫故事的人》 |
| 2024年 | 11月10日 | 天貓雙十一瘋狂好六夜               | 芒果TV、湖南衛視、淘寶直播 | 與張遠表演節目《蘋果香》             |

### 話劇
| 演出時間           | 劇名           | 角色             | 備註                       |
| ------------------ | -------------- | ---------------- | -------------------------- |
| 2023年10月28至29日 | 長什麼樣不重要 | 青年孔子和少正卯 | 中國國家話劇院先鋒智慧劇場 |

### 單曲
| 發行時間       | 曲名         | 備註                         |
| -------------- | ------------ | ---------------------------- |
| 2021年9月26日  | 原因         | 電視劇《公子傾城》主題曲     |
| 2023年11月25日 | 遮           | 電視劇《寧安如夢》張遮角色曲 |
| 2024年7月19日  | 當愛已成往事 | 青春重置計劃9                |

## 社會活動
2023年12月，王星越透過中國鄉村發展基金會捐贈10萬元，馳援甘肅積石山地震救援。

## 获奖与提名
| 得獎時間       | 獎項名稱                               | 獲獎作品 | 得獎結果 |
| -------------- | -------------------------------------- | -------- | -------- |
| 2022年11月9日  | 2022星辰大海－青年演員優選計畫         | 珍饈記   | 提名     |
| 2023年10月28日 | 第九屆文榮獎－十佳青年演員             |          | 得獎     |
| 2023年11月25日 | 2023愛奇藝尖叫之夜－年度進取演員       |          | 得獎     |
| 2023年12月5日  | 2023微博視界大會－年度潛能演員         |          | 得獎     |
| 2024年3月28日  | 2024電視劇品質盛典-年度品質魅力劇星    |          | 得獎     |
| 2024年10月27日 | 第十屆文榮獎－最佳青年劇集男演員       | 墨雨雲間 | 得獎     |
| 2024年11月5日  | 2024微博視界大會－年度影響力作品獎     | 墨雨雲間 | 得獎     |
| 2024年12月7日  | 2024愛奇藝尖叫之夜－亞太年度受歡迎演員 |          | 得獎     |
| 2025年1月5日   | 2024騰訊視頻星光大賞－年度進取藝人     |          | 得獎     |
| 2025年1月5日   | 2024騰訊視頻星光大賞－年度節目人氣之星 |          | 得獎     |
| 2025年1月11日  | 2024微博之夜－微博年度青雲飛躍演員     |          | 得獎     |

## 外部連結
- 王星越的新浪微博
- 王星越的Instagram帳戶
- 王星越的抖音
- 王星越的小紅書
- 王星越的快手